# شهرستان کنستانتسا
شهرستان کونستانسا (به لاتین: Constanța County) یک جودت (شهرستان) در رومانی است که در جنوب شرقی این کشور واقع شده‌است.

## خصوصیات
شهرستان کونستانسا ۷٬۰۷۱ کیلومترمربع مساحت و ۶۸۴٬۰۸۲ نفر جمعیت دارد.